# ピエモンテ・バレー

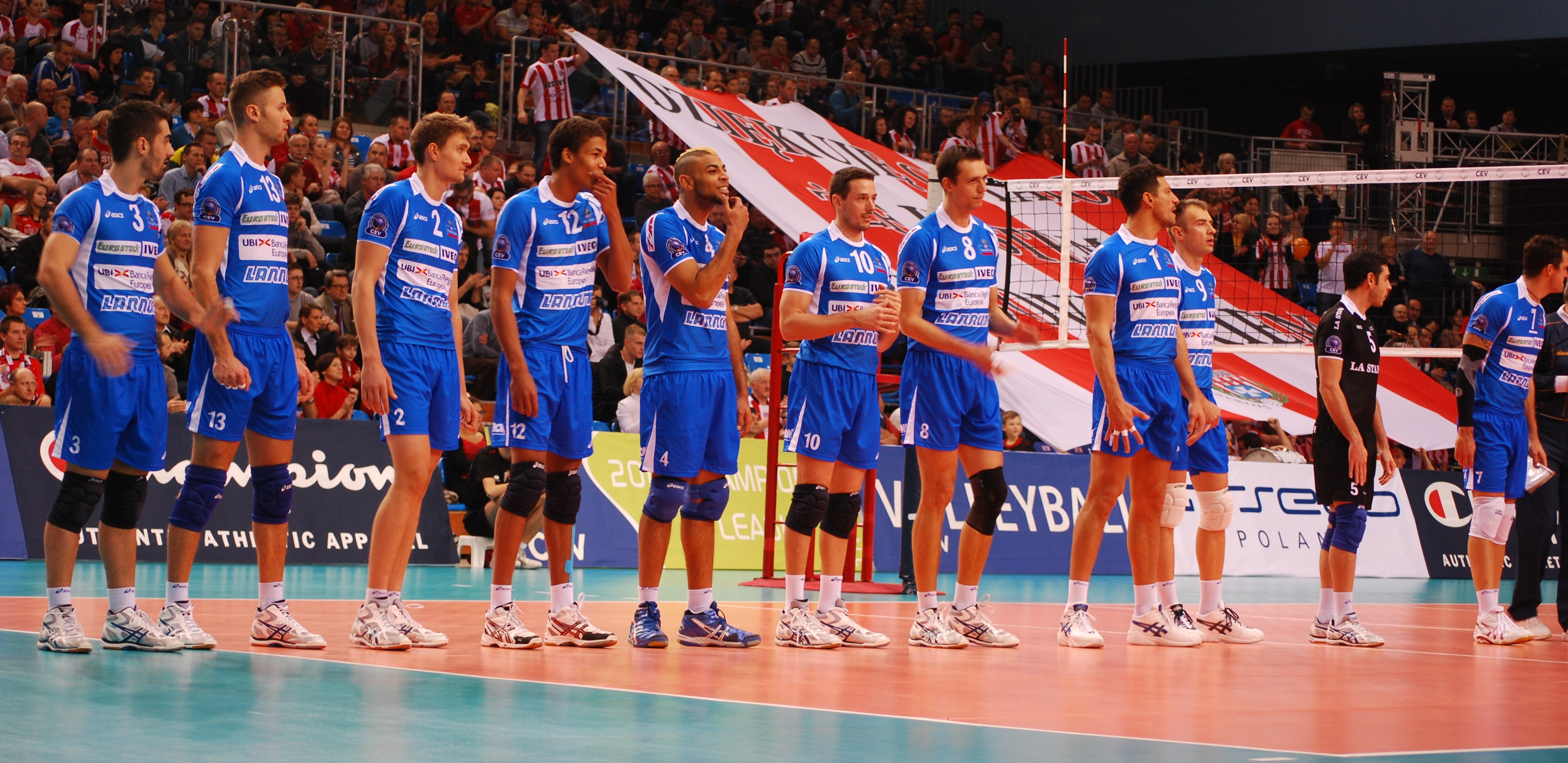
ブレ・バンカ・ランヌッティ・クーネオ 2012

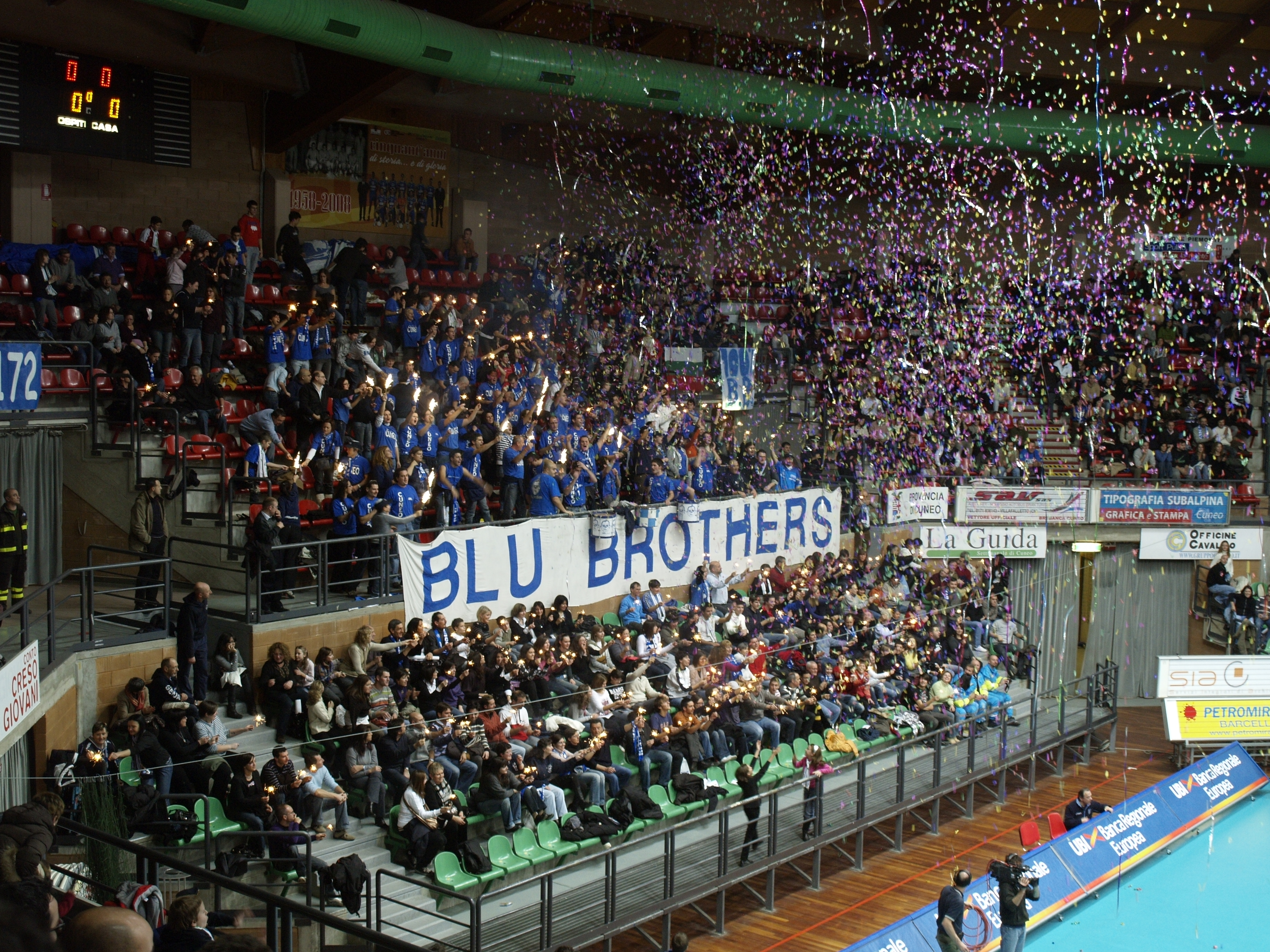
クーネオのウルトラス（Blu Brothers）

ピエモンテ・バレー（Piemonte Volley）は、イタリア・クーネオを本拠地としていた男子バレーボールクラブチーム。通称はクーネオ。

## 名称
スポンサー名込みの総称および通称
- 2000-2001年　Noicom Alpitour Cuneo（クーネオ）
- 2001-2004年　Noicom Brebanca Cuneo（クーネオ）
- 2004-2013年　Bre Banca Lannutti Cuneo（クーネオ）
- 2013-2014年　Bre Lannutti Cuneo（クーネオ）

## 歴史
1958年、クーネオ・バレーボールクラブ（Cuneo Volley Ball Club）として創設し、1960年にイタリアバレーボール連盟（FIPAV）へ登録。1986年にセリエC1からB、1988年にBからA2へそれぞれ昇格、翌1989年にA2で優勝し、セリエA1へ昇格した。2001年にピエモンテ・バレーへ改称した。
A1ではこれまでに4度レギュラーシーズン1位となったが、プレーオフ・ファイナル進出を果たした1996年、1998年は、ともにトレヴィーゾに敗れて準優勝に終わり、セミファイナルで敗退した2001年はアシステル・ミラノ、2007年はピアチェンツァにそれぞれ敗れた。
2010年、CEVカップ、スーペルコッパ・イタリアーナで優勝。レギュラーシーズンを2位で終え、3度目のプレーオフ・ファイナル進出。同年コッパ・イタリア・ファイナルで敗れたトレントを3-1で降し、リーグ初優勝を飾った。
2013年、欧州チャンピオンズリーグでファイナル初進出、ロシアのロコモティフ・ノヴォシビルスクに敗退し、準優勝で終えた。
2014年、2003年からクラブの代表を務めていたランヌッティが5月2日に辞任。6月18日の期限までにA1の登録をせず、次シーズンのセリエA参加を見送った。翌6月19日の公式サイト上で、パートナー、スポンサー、サポーターに向けて感謝のメッセージが公開された。

## 主な成績
セリエA（1）
- 優勝：2010
- 準優勝：1996、1998

 コッパ・イタリア（5）
- 優勝：1996、1999、2002、2006、2011
- 準優勝：1997、1998、2004、2009、2010

 スーペルコッパ・イタリアーナ（4）
- 優勝：1996、1999、2002、2010

 欧州チャンピオンズリーグ
- 準優勝：2013

 CEVカップ（3）
- 優勝：1997、1998、2010

 チャレンジカップ（2）
- 優勝：1996、2002

 欧州スーパーカップ（2）
- 優勝：1996、1997

## 歴代監督
- ディミタル・ズラタノフ
- フィリップ・ブラン
- アンドレア・アナスタージ
- シルヴァーノ・プランディ
- アルベルト・ジュリアーニ

## 歴代所属選手
| - フェルディナンド・デジョルジ - アンドレア・ルケッタ - クラウディオ・ガッリ - クリスチャン・カソーリ - サムエル・パピ - アンドレア・サルトレッティ - ルイジ・マストランジェロ - ベンツィスラフ・シメオノフ - パスクアーレ・グラビーナ - パオロ・コッツィ - ミカル・ラスコ - フランチェスコ・ビリバンティ - マルコ・ヌティ - マヌエル・コッショーネ - マウロ・ガボット - アンドレア・サーラ - シモーネ・パロディ | - ジルベルト・ゴドイフィリョ - アンデルソン・ロドリゲス - ウラジミール・ニコロフ - ウラジミール・グルビッチ - ニコラ・グルビッチ - ラファエル・パスカル - オレーク・シャトーノフ - ルスラン・オリフベル - フィリップ・ブラン - ステファン・アンティガ - フランツ・グランボルカ - トーマス・サムエルボ - ビョルン・アンドレ - イゴール・オムルチェン |  |

## ユニフォーム
| 2012まで · ホーム | 2012まで · アウェイ | 2012まで · リベロ | 2012-14 · ホーム | 2012-14 · アウェイ | 2012-14 · リベロ |